# Женщина во дворе
«Женщина во дворе» (англ. The Woman in the Yard) — американский художественный фильм в жанре психологических ужасов режиссёра Жауме Кольет-Серры, выход которого был намечен на 2025 год и состоялся 28 марта. Сценарий фильма написал Сэм Стефанак. Главные роли в фильме исполняют Даниэль Дедуайлер, Окви Окпоквасили, Расселл Хорнсби, Пейтон Джексон и Эстелла Кахиха. Они играют роли членов одной семьи, которые видят странную женщину, остановившуюся у них во дворе и одетую во всё чёрное. Поначалу странная женщина кажется безобидной, но вскоре после её появления начинается кошмар.

## Сюжет
Женщина в чёрном появляется на лужайке перед домом семьи и делает леденящее душу предупреждение. Никто не знает, откуда она пришла, чего она хочет, и когда она уйдёт.

## В ролях
- Даниэль Дедуайлер — Рамона
- Окви Окпоквасили
- Расселл Хорнсби
- Пейтон Джексон
- Эстелла Кахиха

## Создание
В феврале 2024 года было объявлено о том, что Universal Pictures и Blumhouse разрабатывают фильм ужасов c элементами триллера под названием «Женщина во дворе». Сообщалось, что Жауме Кольет-Серра был нанят в качестве режиссёра, Сэм Стефанак напишет сценарий, а Даниэль Дедуайлер сыграет главную роль. В апреле 2024 года было сообщено о том, что к актёрскому составу фильма присоединились Оквуи Окпоквасили и Расселл Хорнсби. В мае к актёрскому составу присоединились Пейтон Джексон и Эстелла Кахиха в неназванных ролях.

### Съёмки
Съёмки фильма начались 26 апреля 2024 года. Этот фильм стал первым крупным кинопроектом, снятым на Athena Studios в Атенсе (штат Джорджия). Съёмки также проходили в соседнем Боствике (штат Джорджия).

## Выход
Компания Universal Pictures запланировала выпуск «Женщины во дворе» в США на 28 марта 2025 года. Ранее выход фильма был намечен на 10 января 2025 года , после чего он на короткое время был удалён из графика релизов.